# Tomika
Tomika (jap. 富加町 Tomika-chō) – miasto w Japonii, na wyspie Honsiu, w prefekturze Gifu. Według danych na rok 2020 miejscowość zamieszkiwało 5 626 mieszkańców , a gęstość zaludnienia wyniosła 31,2 os./km².